# Vranová Lhota
Vranová Lhota là một làng thuộc huyện Svitavy, vùng Pardubický, Cộng hòa Séc.